# Ryszard Jurkowski
Ryszard Piotr Jurkowski (Sosnowiec, 28 maggio 1945) è un architetto polacco.
È noto per la sua lotta contro l'architettura monotona dell'era comunista.

## Biografia
Si è laureato al Politecnico di Cracovia nel 1969 e nel 1990 ha aperto lo studio di architettura AiR Jurkowscy Architekci.
Tra il 1991 e il 1996 è stato docente senior di architettura e urbanistica al Politecnico di Cracovia, e negli anni 1992-1998 e 2003-2006 ha presieduto la Commissione regionale di urbanistica e architettura della Slesia.
È membro del Consiglio di Architettura e giurato del Collegio della Giuria del Concorso di Architettura della Polonia. Tra il 2000 e il 2006 è stato presidente dell'Associazione degli architetti polacchi (polacco: Stowarzyszenie Architektów Polskich SARP) di Varsavia.
Ha svolto un ruolo significativo nella promulgazione della legge del 15 dicembre 2000 sugli organi professionali di autogoverno degli architetti, per la quale gli è stata conferita la Croce d'Ufficiale dell'Ordine della Polonia Restituta.

## Riconoscimenti
- Croce al Merito d'Argento (1977) e d'Oro (1984)[7]
- Premio Onorario SARP (polacco: Honorowa Nagroda SARP) (1999)[2]
- Ordine della Polonia Restituta (2012)[6]
- Nominato per il premio dell'UE per l'architettura contemporanea Mies van der Rohe per il progetto del Museo dell'Esercito Nazionale (polacco: Muzeum Armii Krajowej) a Cracovia (2013)[8]

## Opere
- Scuola elementare, Wodzisław Śląski (1989)[7]
- Altare per il Papa Giovanni Paolo II in occasione della sua visita in Polonia (1999)[9]
- Centro commerciale Ahold, Wodzisław Śląski (2005)[7]
- Rigenerazione urbana di via Mariacka, Katowice (2008)[10][11]
- Museo dell'Esercito Nazionale, Cracovia (2009)[8][12]
- Museo della Città, Żory (2012)[13]
- Mercure Accor Hotel, Katowice (2021)[14]